# لي (فلوريدا)
لي (بالإنجليزية: Lee)‏ هي مدينة أمريكية تقع في ولاية فلوريدا. تبلغ مساحة هذه المدينة 3.2 (كم²)،ويبلغ عدد سكانها 352 نسمة حسب إحصاء سنة 2010 م 352.تشير إحصاءات سنة 2000م بأن الكثافة السكانية في هذه المدينة تقدر بـ(110) نسمة/كم2 